# Филмопроизводство
Филмопроизводство или кинопроизводство е процесът на създаване на филми от първоначалния замисъл до показването на готовия продукт пред публика в кинотеатрите, по телевизията или по Интернет. Производството на филми се състои от отделни етапи, сред които: начална идея (история или идея), написване на сценарий, набиране на актьори (кастинг), заснемане, озвучаване, редактиране (постпродукция) и др. Показването на завършения филм пред публика в днешно време е съпроводено от предварителна реклама и маркетинг, като често премиерата е в много киносалони едновременно. Филми се произвеждат в много страни по света при най-различни икономически, социални и политически условия и с използване на различни кинематографични техники. В този процес са ангажирани много хора и производството на един филм за търговско разпространение може да отнеме месеци и години. Сред основните професионалисти в киното са режисьор, сценарист, оператор, композитор на музиката и др.